# Histórias da fundação de Roma (Rubens)
Histórias da fundação de Roma são um conjunto de obras do pintor flamengo do período barroco Peter Paul Rubens realizadas desde 1615 até ao fim da sua vida em 1640 que versam sobre a história mítica da fundação de Roma, cujos protagonistas são, obviamente, os irmãos míticos Rómulo e Remo.
Alguns estudos têm salientado a aproximação entre algumas obras de Rubens e os afrescos que constituem o friso do salão nobre do Palácio Magnani, em Bolonha, designado por Histórias da fundação de Roma, sugerindo que o artista flamengo deveria ter conhecido, apreciado e estudado o friso dos Carracci, tendo sido por ele influenciado.

## As tapeçarias

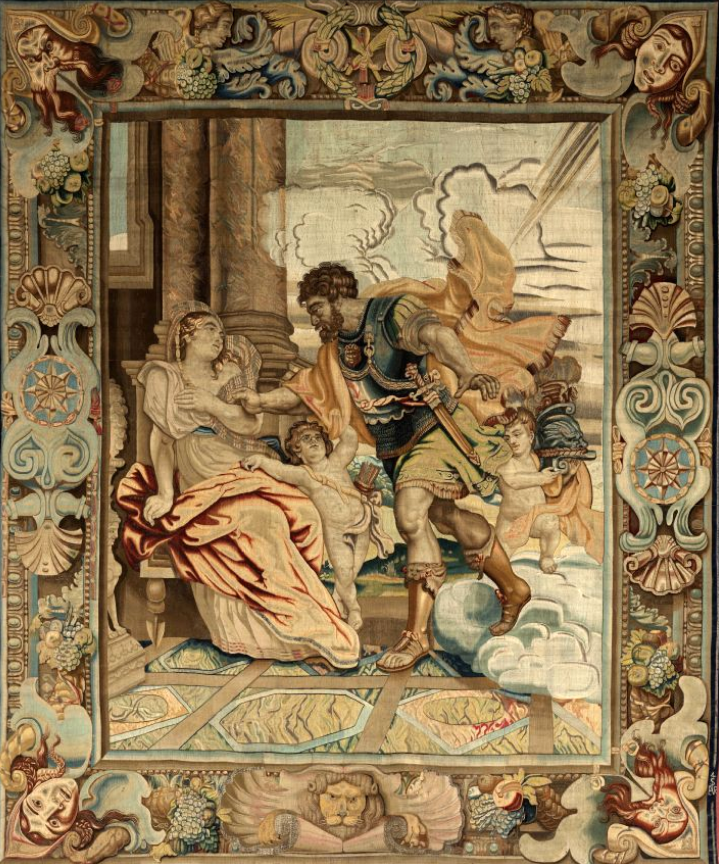
Marte surge a Reia Sílvia (c. 1620-1629, 208 cm × 272 cm), tapeçaria com base num cartão de Peter Paul Rubens, Palácio Real de Madrid

O projecto de Rubens parcialmente realizado de tapeçarias dedicado ao tema das histórias de Rómulo e Remo foi confirmado após a compra pelo Museu Nacional do País de Gales, de Cardiff, de quatro cartões para tapeçaria inicialmente atribuídos a Rubens, mas que se tratarão provavelmente de obras da sua oficina a partir de esboços seus. Já eram conhecidos três esboços que acabaram por ser relacionados aos cartões de Cardiff, mas estavam inicialmente relacionados com representações da história de Eneias. Um melhor conhecimento dos cartões e a subsequente descoberta de algumas tapeçarias baseadas nos cartões, que têm nas fímbrias inscrições descritivas dos eventos representados, permitiram a descoberta deste ciclo de Rubens sobre as histórias dos fundadores de Roma.
Dois dos quatro episódios dos cartões galeses representam episódios presentes também no friso de Magnani, sendo um a Dedicação dos despojos de Acrone (estando o esboço na Dulwich Picture Gallery), e o outro a Aparição de Rómulo a Próculo (esboço numa colecção privada). Os outros dois cartões de Cardiff referem-se um à Paz entre Rómulo e Tito Tazio, conservando-se também deste cartão o esboço de Rubens no Museu de Israel, em Jerusalém, e o outro refere-se ao Assassinato de Remo por Rómulo, episódios estes que não fazem parte do ciclo dos Carracci. Considerando especialmente os seus esboços, parece poder concluir-se que Rubens conhecia o friso de afrescos de Annibale, Agostino e Ludovico Carracci no Palazzo Magnani.

### Marte rapta Reia Sílvia(tapeçaria)
O deus Marte sequestrou Reia Sílvia tendo ela mais tarde dado à luz os gémeos Rómulo e Remo, os fundadores de Roma. Nesta tapeçaria, Marte, levado por Cupido, aproxima-se da jovem Reia Sílvia. Uma vez que o Cupido é acompanhado por uma figura de aparência semelhante, uma interpretação alternativa sugere que ambos representam de fato os futuros filhos de Marte e Reia Sílvia.
Rubens conseguiu captar tanto a luxúria de Marte como a incapacidade de resistência de Reia Sílvia, situando a cena sensual num espaço aberto completo com colunas monumentais. Os personagens são acompanhados por dois Cupidos. Nem o quarto de Reia Sílvia nem o altar dedicado a Minerva, que apareceram nos cartões (para tapeçaria) de Rubens, aparecem nesta tapeçaria. A bordadura é a mesma que noutras tapeçarias e a parte inferior do monograma de Jan Raes II, o fabricante de tapeçarias, é entrelaçada na orla direita.

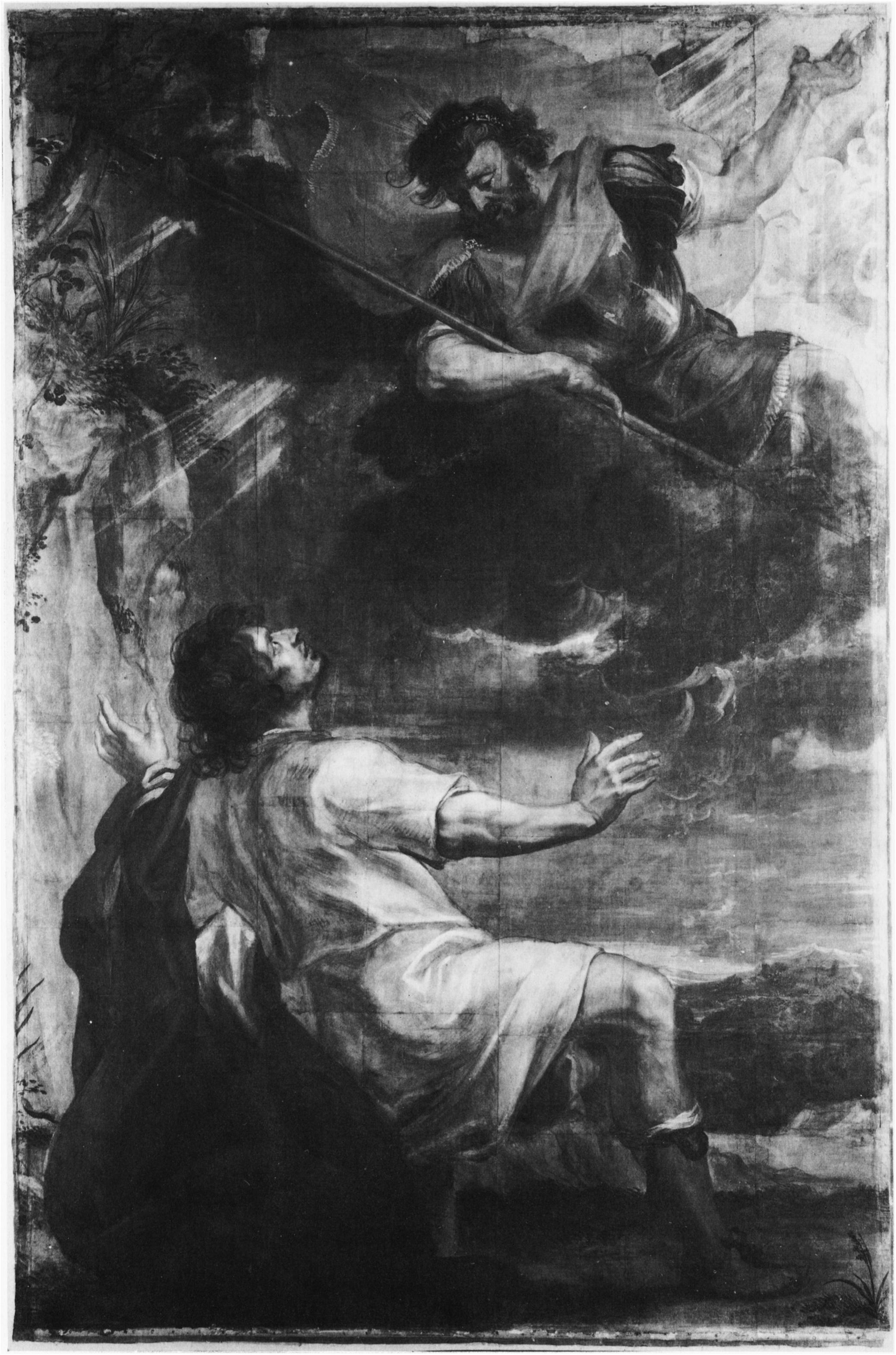
Aparição de Rómulo a Próculo, Oficina de Rubens (?), no Museu Nacional de Gales, Cardiff

### Aparição de Rómulo a Próculo(cartão)
Aguarela sobre cartão, com 280.2 cm por 189.5 cm, desconhecendo-se a data, sendo portanto um cartão para tapeçaria. Trata-se de um dos quatro cartões galeses que representam episódios presentes também no friso de Magnani, estando neste caso o esboço de Rubens numa colecção privada.
Segundo o mito, no final da sua vida, Rómulo desaparece misteriosamente e entre os romanos difunde-se a suspeita de ter sido assassinado pelos nobres insatisfeitos com a sua maneira de exercer poder. A insatisfação do povo de Roma é acalmada quando Proculo Giulio jura que Rómulo lhe apareceu e lhe disse que os deuses o levaram para o céu elevando-o à dignidade divina com o título de Quirino. Proculo diz que Rómulo profetizou um destino de grandeza para Roma desde que o seu povo seja prudente e demonstre força.

## As pinturas

### Marte e Reia Sílvia
Marte e Reia Sílvia é uma pintura a óleo sobre tela de Peter Paul Rubens, com 208 cm de altura e  272 cm de largura, realizado cerca 1617-20 e que se encontra actualmente no Museu Liechtenstein, em Viena.
Em Marte e Reia Sílvia, Marte é levado por numa nuvem e aproxima-se apaixonadamente de Reia, que se encolhe com receio mas expectante: como Vestal, ela tinha feito um juramento de castidade, embora não de livre vontade. Marte removeu o seu capacete, e com ele momentaneamente as suas preocupações guerreiras. Cupido, o deus do amor, atua como proxeneta e leva Marte até Reia. O fogo eterno de Vesta, cuidado pela sacerdotisa, arde no altar à direita. Como não se conhece imagem com rosto humano desta deusa, o seu santuário é assinalado por uma estátua de Pallas Athena. Ovídio relata que Marte dominou a Vestal enquanto esta dormia, mas Rubens situou a cena no templo.
Segundo a lenda, Numitor, rei de Alba Longa, foi derrubado pelo seu irmão Amúlio, que obrigou a filha do destronado e sua sobrinha, Reia Sílvia, a servir como vestal da deusa Vesta, o que a obrigava a trinta anos de castidade, a fim de impossibilitar qualquer descendência que ameaçasse o seu reinado. Mas o deus Marte (o deus Ares dos gregos antigos) raptou do templo Reia Sílvia e do envolvimento nasceram os dois gémeos Rómulo e Remo que, segundo a lenda, foram amamentados por uma loba e foram os fundadores de Roma.
O tema é muito frequente em pinturas e sarcófagos da arte da época imperial romana devido ao culto que em Roma se deu a estes personajens.

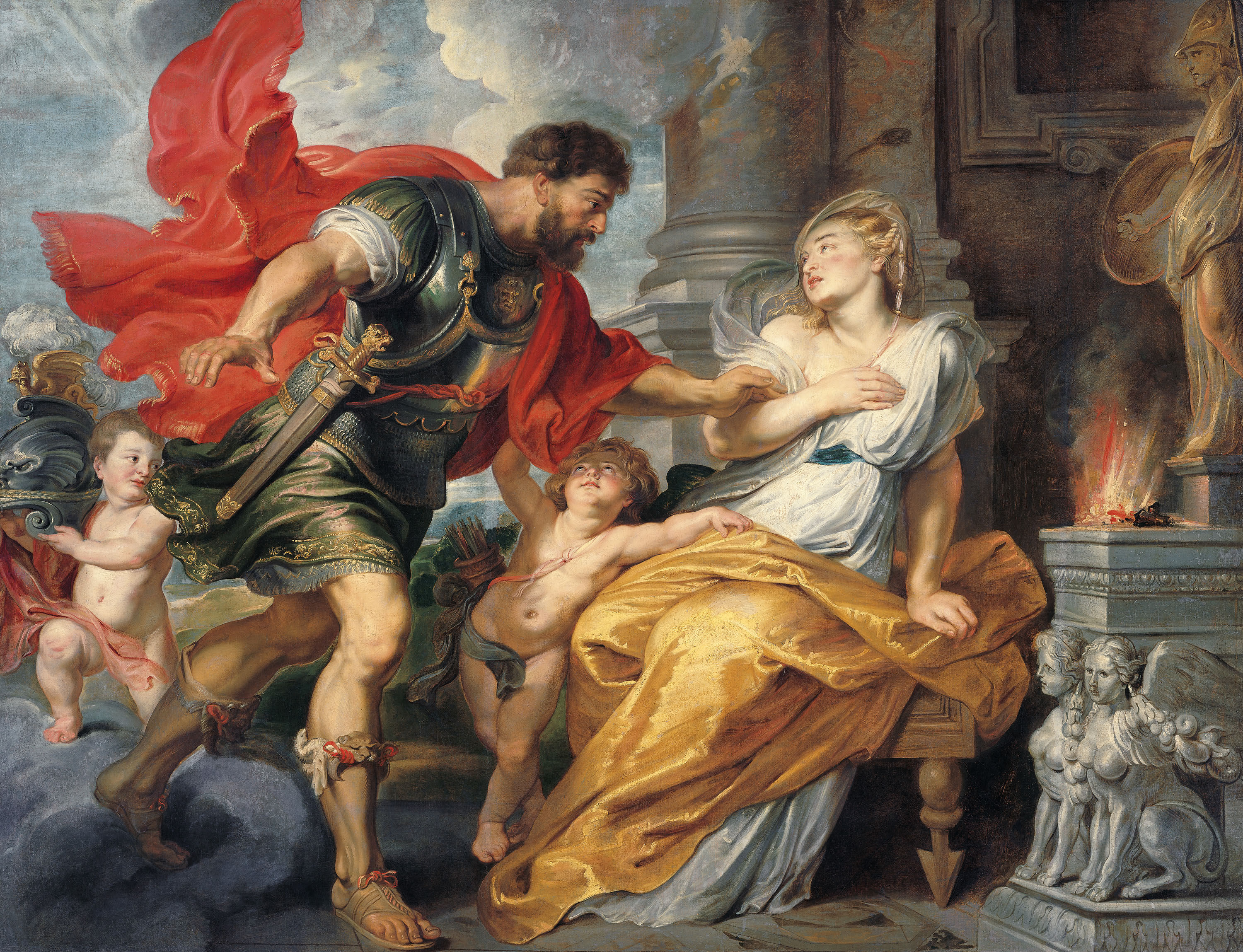
Marte e Reia Sílvia (1617, 208 cm × 272 cm), Peter Paul Rubens, Museu Liechtenstein, em Viena

Rubens demonstrou mais uma vez como estava familiarizado com as fontes antigas e a sua interpretação contemporânea, através por exemplo dos textos do seu amigo Justus Lipsius que escreveu De Vesta et Vestalibus Syntagma (Antuérpia, 1605). Rubens utilizou também pequenos detalhes de moedas romanas e antigos sarcófagos como o existente no Palazzo Mattei em Roma. O fato de os atributos de Marte e Reia estarem revertidos mostra que a pintura foi usada como base para uma tapeçaria. É possível que esta se destinasse a ser a primeira de uma série sobre Rómulo, mas, a partir de 1625, quando a cena foi abordada pela primeira vez para uma tapeçaria do ciclo do cônsul romano Decius Mus, Rubens já tinha claramente abandonado a ideia para uma série independente sobre Rómulo.
Para a preparação deste Marte e Reia Sílvia Peter Paul Rubens elaborou esboços a óleo que pertencem  também às coleções do Museu Liechtenstein.
O Museu Liechtenstein além desta pintura possui um conjunto de desenhos considerados como pertencente à série do cônsul Decius Mus. No entanto, apesar da certeza acerca da autoria da obra de pintura, não há certeza da sua relação com esta série, havendo quem defenda que a pintura foi a primeira componente de um ciclo sobre a História de Roma embora haja outros que defendem tratar-se de histórias diferentes, como "Ajax e Cassandra", ou a "Alegoria do amor de Decius pelo seu país", tendo deste último modo sido catalogado nas colecções do referido Museu. Mesmo que não possamos estar certos do tema que representa, sabe-se que foi incorporado à série sobre Decius Mus.

### Rómulo e Remo alimentados pela loba
Rómulo e Remo alimentados pela loba (imagem inicial) é uma pintura a óleo sobre tela de Peter Paul Rubens, com 213 cm de altura e 212 cm de largura, realizada cerca de 1615-16 e que se encontra actualmente nos Museus Capitolinos, em Roma.
Rómulo e Remo alimentados pela loba descreve a aleitação de Rómulo e Remo pela loba. Rubens colocou a loba em posição de deitada, posição que é mais natural, posição que não se encontra noutras representações da salvação de Rómulo e Remo, onde o animal está de pé em conformidade com a iconografia clássica da Lupa Capitolina.
Já Annibale Carracci, num desenho preparatório do afresco que se encontra no Louvre, tinha escolhido esta opção que foi descartada no afresco Magnani. Não é possível saber se Rubens conhecia o desenho de Annibale, mas é admissível que tal se tenha verificado.
O indício do conhecimento por Rubens da obra dos Carracci é sugerida pela comparação entre esta sua pintura e o respectivo afresco do friso Magnani. O que parece unir as duas pinturas é a inclusão na composição de detalhes extraídos fielmente das fontes: a figueira Ruminale, os picos, a colocação do evento num lugar mais abrigado (o Cermanum) onde as águas do Tibre, como diz Plutarco, haviam depositado o berço.

### O Rapto das Sabinas(National Gallery)

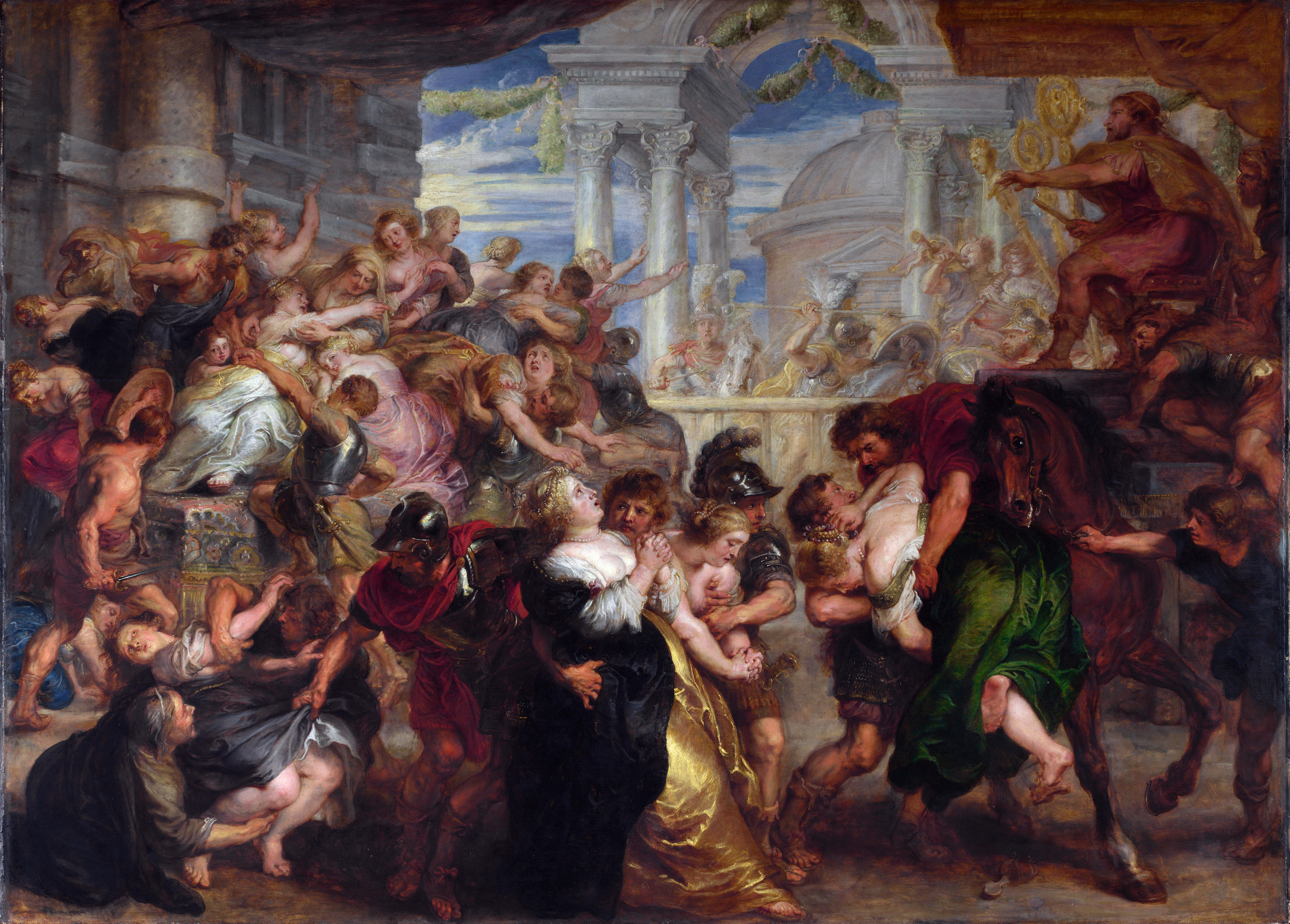
O Rapto das Sabinas (c. 1635-1640, 169.9 cm × 236.2 cm), óleo sobre madeira de Rubens, National Gallery (Londres)

O Rapto das Sabinas é uma pintura a óleo sobre madeira de Peter Paul Rubens, com 169.9 cm de altura e 236.2 cm de largura, realizada cerca de 1635-40 e que se encontra actualmente na National Gallery (Londres).
O rapto é situado em frente a uma arquitectura clássica, mas as mulheres usam vestidos flamengos do século XVII. A composição mostra também o episódio posterior quando os sabinos atacaram os romanos, lutando ao fundo para além do muro que separa o público dos jogos.
O Rapto das Sabinas é um episódio do início da época romana. Foi anteriormente descrito por Ovídio, Tito Lívio e Plutarco. Quando Roma não era muito mais do que uma aldeia, Rómulo considerou que precisavam de mulheres para garantir a sua continuidade. Então organizaram uma festa e convidaram os Sabinos, um povo de uma cidade vizinha. Durante essa festa, cada romano raptou para sua mulher uma sabina. Mais tarde os sabinos lançaram-se em guerra contra os romanos, mas quando atacaram, as mulheres sabinas já com filhos dos romanos colocaram-se entre os dois exércitos e pediram para fazerem a paz, o que veio a acontecer.

### O Rapto das Sabinas(Belfius Collection)

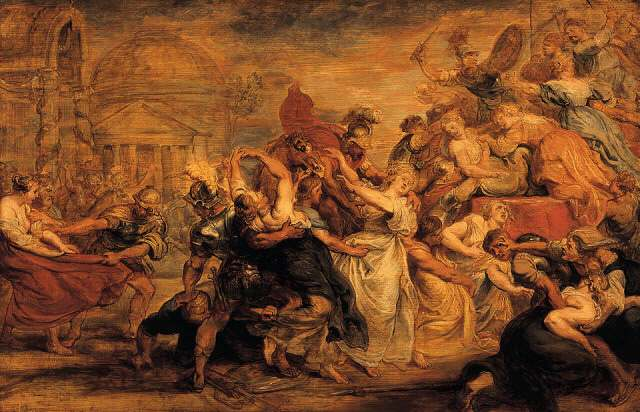
O Rapto das Sabinas (1639-40), Rubens, Belfius Art Collection, Bruxelas

O Rapto das Sabinas é uma pintura a óleo sobre madeira de Peter Paul Rubens, com 56 cm de altura e 87 cm de largura, realizada cerca de 1639-40 e que se encontra actualmente na Belfius Art Collection, Bruxelas.
Rubens nesta outra versão sobre o tema define vários planos de modo a narrar mais desenvolvidamente o episódio. Rubens usa a ideia de uma cena dentro de uma cena usando o plano de fundo para mostrar as consequências do sequestro com as duas tribos lutando entre si. A composição tem simetria, apesar do caos. As quatro figuras centrais bloqueiam o nosso olhar e, quando olhamos para o exterior, percebe-se que as colunas separam uma outra cena. O cenário arquitectónico não é nitidamente românico e os trajes e jóias das mulheres são mais flamengos do que clássicos e com a sensação de presenciarmos uma cena do século XVII. Podemos equacionar se Rubens estava a tentar usar esta história com um significado simbólico. Nesta versão, Rómulo está escondido na sombra, criando assim uma cena mais sinistra, notando-se especialmente o desnudo das Sabinas e o uso de uma paleta de cores relativamente restrita.
O rei Filipe IV da Espanha encomendou esta composição no ano de 1639, mas um ano depois Rubens morreu e a obra foi completada pelo pintor de corte de Bruxelas, Gaspar de Crayer. Esta pintura foi encontrada na casa Osterrieth em Antuérpia. O banco Belfius (melhor dito, os seus antecedentes) procedeu à venda desta Osterrieth House e do seu recheio, mas porque não foi comprada a pintura permaneceu na Coleção Belfius.

### Rómulo dedica os despojos de Acrone

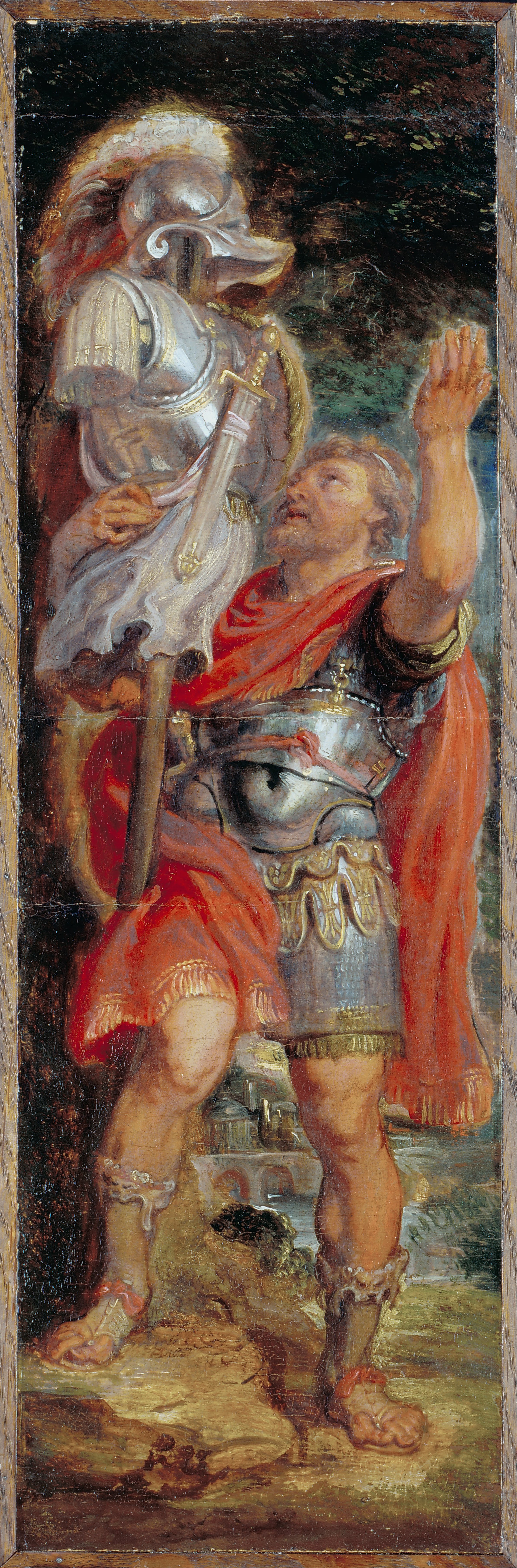
Rómulo dedica os despojos de Acrone (c. 1625-7), Rubens, Dulwich Picture Gallery, Dulwich

Rómulo dedica os despojos de Acrone é uma pintura a óleo sobre madeira de Peter Paul Rubens, com 51 cm de altura e 16,8 cm de largura, realizada cerca de 1625-7 e que se encontra actualmente na Dulwich Picture Gallery, em Dulwich, ao sul de Londres.
Rómulo dedica os despojos de Acrone é um dos três conhecidos modelli de Rubens para uma série de tapeçarias sobre a história de Rómulo. O cartão para tapeçaria correspondente a esta pintura alarga a composição para um formato mais quadrado e mostra o troféu encostado a uma árvore. Uma tapeçaria provavelmente feita a partir deste cartão foi noticiada em 1879, mas entretanto perdeu-se.
Acrone era o rei de Caenina, uma das cidades cujas mulheres haviam sido raptadas pelos romanos juntamente com as Sabinas. Tendo sofrido o ultraje do rapto das suas mulheres aliaram-se para se vingar e declaram guerra a Roma. Mas Acrone não quis esperar pela preparação da guerra e desafiou Rómulo para um duelo individual. Rómulo venceu o duelo e matou o rei de Caenina. Em sinal de agradecimento aos deuses, dedicou os despojos de Acrone a Júpiter, em honra do qual depois mandou construiu o Templo de Júpiter no Monte Capitolino.
De acordo com as fontes, a procissão organizada por Rómulo para a dedicação dos despojos de Acrone foi a origem ao ritual do Triunfo romano seguido posteriormente pelos generais e imperadores romanos vitoriosos.